# Mont Ross
Der Mont Ross ist ein Vulkan auf den Kerguelen, einer Inselgruppe im südlichen Indischen Ozean, die Teil der Französischen Süd- und Antarktisgebiete sind.
Der Doppelgipfel des Mont Ross bildet mit 1850 m (Grand Ross) bzw. 1721 m (Petit Ross) die höchste Erhebung des Massif Gallieni auf der gleichnamigen Halbinsel im südlichen Teil des Archipels. Der Erstbesteigung durch Jean Afanassieff im Jahre 1975 folgten bislang nur zwei Expeditionen auf den Gipfel (2001 und 2006).
Benannt wurde der Berg nach Sir James Clark Ross (1800–1862), einem englischen Antarktisforscher und Seefahrer, der auf seiner Expedition mit seinen Schiffen Erebus und Terror 1840 die Inseln besuchte.